# خوان فيرو
خوان فيرو (بالإسبانية: Juan Fierro) هو دراج تشيلي، ولد في 17 يناير 1974.

## وصلات خارجية
- خوان فيرو على موقع أرشيف الدراجات (الإنجليزية)
- خوان فيرو على موقع إحصائيات الدراجات الإحترافية (الإنجليزية)